# ترجمات الكتاب المقدس إلى الإنجليزية الحديثة المبكرة
ترجمات الكتاب المقدس إلى الإنجليزية الحديثة المبكرة، هي النسخ التي تُرجمت عن الكتاب المقدس بين القرنين السادس عشر والتاسع عشر، أي الحقبة التي استُخدمت فيها الإنجليزية الحديثة المبكرة. تُعتبر هذه الفترة أولى الفترات الرئيسية التي جرت خلالها ترجمة الكتاب المقدس إلى اللغة الإنجليزية، إذ تضمنت نسخة الملك جيمس ونسخة دواي-ريميس. خلق الإصلاح البروتستانتي والإصلاح المضاد حاجةً ملحةً إلى ترجمة الأناجيل إلى اللغة العامية، إذ عملت العديد من المجموعات المتنافسة على هذا الأمر وخرجت كل منها بنسختها الخاصة.
سبقت نسخة ويكليف فترة الإصلاح البروتستانتي، لكن بقيت إنجلترا واحدةً من الدول الأوروبية التي تأخرت في طرحها لنسخة عامية مطبوعة للكتاب المقدس. تعددت الأسباب التي دفعت إنجلترا إلى التأخير، يتمثل أحدها في رغبة الملك هنري الثامن في تجنب ترويج البدع، وهي حجة بُررت لاحقًا في الملاحظات الهامشية المطبوعة في نسخة تيندال للعهد الجديد وفي نسخة جينيف للكتاب المقدس. تجسد السبب الآخر في عقيدة الماجستيريوم (السلطة التعليمية) التي آمن بها الروم الكاثوليك، والتي تصف الكنيسة بأنها صاحبة السلطة العليا في تفسير الكتب المقدسة، إذ لم يسود الاعتقاد بأهمية تشجيع التفسير الشخصي للكتب المقدسة –وبالتالي الانتشار المحتمل للهرطقات- خلال السنوات المضطربة التي شهدتها فترة الإصلاح البروتستانتي.
مُنعت العديد من الأناجيل الإنجليزية التي ُطُبعت في أوائل تلك الحقبة بشكل مؤقت على أقل تقدير. اشتكى الملك هنري الثامن من «تحشية الكتاب المقدس الخبيثة» التي أوردها تيندال، إذ لم يتقبل سوى نسخ كوفرديل وماثيو بسبب حذف الناشرين لأي ذكر لتورط تيندال فيها. مُنع تداول نسخة الكتاب المقدس العظيم التي نُشرت و«سُمح بها» في عام 1539، وذلك في عهد الملكة ماري الأولى بسبب معتقداتها الرومانية الكاثوليكية.

## عملية النشر
لا يوجد تشابه حتمي بين الأدوار التي اضطلع بها الطابعين والناشرين في تلك الفترة والأدوار التي يضطلعون بها الآن، إذ لا يُمكن الاعتماد على دقة المعلومات الواردة في صفحة العنوان. قد يكون الشخص المُسمى مترجمًا مجرد محرر على أكثر تقدير، إذ اعتمدت جميع نسخ الكتاب المقدس على ترجمات تيندال و/أو كوفرديل إلى حد كبير. استخدم الطابعون وغيرهم من الأشخاص المشاركين في عملية النشر أسماءً مستعارةً في الكثير من الأحيان، فضلًا عن احتمالية وجود خطأ في تواريخ وأماكن النشر.
تُعتبر مسألة إرجاع نسخة محددة من الكتاب المقدس إلى طبعة معينة أمرًا معقدًا، ويعود السبب في ذلك إلى اتسام عملية الإنتاج برمتها بالمرونة في ذلك الوقت. استُخدمت تقنية الحرف المتحرك في طباعة الكتاب المقدس، الأمر الذي سمح بإجراء تصحيح أو تغيير أثناء عملية الطباعة، ولذلك قد تختلف طبعات نسخة ما فيما بينها في بعض الصفحات. بالإضافة إلى ذلك، قد تُجمع صفحة العنوان من إصدار ما مع نص لنسخة أخرى خلال عملية التجليد. وبالتالي، لا يمكن تحديد أصول نسخة ما من الكتاب المقدس بدقة إلا من خلال إجراء بحث مفصل على النص. يُعتبر عدد الطبعات لنسخة ما من الكتاب المقدس قليلًا نسبيًا بمعايير اليوم، إذ بلغ عددها بين 1000 و2500 طبعة.
تطلبت طباعة نسخة ما للكتاب المقدس في إنجلترا رخصةً ملكيةً، وذلك قبل أن تصبح طباعة الأناجيل في إنجلترا بمثابة احتكار مشترك بين مطبعة جامعة أكسفورد ومطبعة جامعة كامبردج و«مطابع الملك». استمر هذا الاحتكار حتى القرن العشرين، أي في الفترة التي كانت خلالها مطبعتي آير وسبوتيسوود مطبعتين خاصتين بالملك.
أفلتت العديد من الأخطاء المطبعية في بعض الإصدارات من عمليات الرصد، ولعل أشهر إصدار مليء بالأخطاء هو ما يُسمى بـ «الكتاب المقدس الخبيث»، وهو الطبعة التي صدرت في عام 1631 عن نسخة الملك جيمس (هيربرت #444)، والتي ورد في سفر الخروج 20:14 فيها «ازن». غُرّم الطباع روبرت باركر بمبلغ كبير بسبب هذا الخطأ. لم يبق من طبعات «الكتاب المقدس الخبيث» التي وصل عددها إلى 1000 طبعة سوى 11 فقط.

## نسخ الكتاب المقدس
تُعتبر جميع نسخ الكتاب المقدس نسخًا كاملةً باستثناء نسخة تيندال، على الرغم من صدور نسخة العهد الجديد بشكل منفصل. تضمّنت أناجيل فترة الإصلاح البروتستانتي النصوص الدينية المُشكك بها (أبوكريفا)، لكنها حُذفت في بعض الأحيان في حال إعادة تجميع مجلدات الكتاب لاحقًا، إذ أُلحق كل من سفر المزامير وكتب التراتيل في الكتاب المقدس في غالب الأحيان.
علاوةً على ذلك، هناك عدد من الترجمات الأخرى للكتب الفردية. على سبيل المثال، ترجمات جورج جوي البروتستانتية لسفر المزامير (في عام 1530)، وسفر إشعيا (في عام 1531)، وسفر الأمثال (في عام 1533)، وسفر الجامعة (في عام 1533)، وسفر إرميا (في عاك 1534)، وسفر مراثي إرميا (في عام 1534)، إذ اعتُبرت هذه الترجمات –التي أُنجزت جميعها في أنتويرب- بمثابة أول ترجمة إنجليزية مطبوعة لهذه الأسفار المقدسة. 

### نسخة تيندال للكتاب المقدس
كان وليم تيندال كاهنًا متخرجًا من جامعة أكسفورد، بالإضافة إلى كونه طالبًا في جامعة كامبردج في الفترة التي نشر خلالها مارتن لوثر أطروحاته في فيتنبرغ وأبدى فيها انزعاجه من المشاكل في الكنيسة. بدأ تيندال بنقل النصوص المقدسة إلى اللغة الإنجليزية في عام 1523، مستفيدًا من الاختراع الحديث للمطبعة حينها. اتسمت أهدافه ببساطتها وجديتها (كما قال لرجل مثقف): «أنا أتحدى البابا وجميع قوانينه: إن أصفح الله عني، سيصبح الصبي الذي يقود المحراث بعد سنوات عدة أكثر اطلاعًا على النصوص المقدسة منك أنت». لم يُنشر سوى نسخة العهد الجديد وجزء من نسخة العهد القديم خلال حياته.
سافر تيندال إلى لندن متوقعًا إيجاد دعم وتشجيع هناك، لكنه لم يجد ما يبحث عنه. قال تيندال أنه لم يكن هناك مجال لترجمة كتاب العهد الجديد في قصر أسقف لندن، ولم يكن هناك مجال للقيام بذلك في جميع أنحاء إنجلترا أيضًا. قدّم تاجر ثري من لندن معونة لتيندال بمقدار عشرة جنيهات، ما سمح لتيندال بالسفر عبر القناة وصولًا إلى هامبورغ وبقاع أخرى في أوروبا القارية، حيث استطاع الاختباء والوصول إلى مرافق الطباعة التي لم يتمكن من الوصول إليها في إنجلترا، إذ تمكن من إنهاء ترجمته هناك. اضطر تيندال إلى الفرار وأخذ معه بعض الأوراق المطبوعة ثم استكمل عمله في مطبعة أخرى. حُرقت طبعات من كتبه عدة مرات بأمر رسمي، وتعرضت حياته الخاصة للخطر أكثر من مرة، ليُعدم في نهاية المطاف بسبب أعماله.
اعترضت الكنيسة على ترجمات تيندال بسبب احتواءها على ملاحظات مسيئة («تحشية الكتاب المقدس الخبيثة»)، فضلًا عن تضمنها –برأي الكنيسة- أخطاءً متعمدةً راميةً إلى تعزيز العدائية ضد رجال الدين والآراء الهرطقية. ولذلك، قُمعت إصدارات تيندال الأولى بحزم، ولم يبق منها سوى عدد قليل من الطبعات. 